# Рожелюк Володимир Якович
Володи́мир Я́кович Рожелю́к (30 травня 1960, с. Гайворонка Теребовлянського району Тернопільської області — 20 вересня 2015, військовий госпіталь м. Харків) — український військовик, старший лейтенант, командир взводу 2-го окремого мотопіхотного батальйону 14-тої окремої механізованої бригади (раніше — 2-й БТО Рівненської області «Горинь»), в/ч пп В0113.

## Життєпис
Володимир Якович Рожелюк народився 30 травня 1960 року в селі Гайворонці Теребовлянського району Тернопільської області.
На фронт пішов добровольцем у червні 2015 року.
Помер у Харківському військовому госпіталі 20 вересня 2015 від поранень, які отримав 13 вересня 2015 року, під час нападу ворожої диверсійно-розвідувальної групи на взводний опорний пункт поблизу смт Луганське Донецької області. В тому бою загинули Сергій Ільченко та Анатолій Січкар.
Похований 23 вересня в с. Гайворонка Теребовлянського району.

## Відзнаки
- 1 березня 2016 року за особисту мужність і високий професіоналізм, виявлені у захисті державного суверенітету та територіальної цілісності України, вірність військовій присязі нагороджений орденом Богдана Хмельницького III ступеня (посмертно).[2]